# مايكل وارنر
مايكل وارنر (بالإنجليزية: Michael Warner)‏ هو مؤلف وكاتب أمريكي، ولد في 1958.

## وصلات خارجية
- مايكل وارنر على موقع إن إن دي بي (الإنجليزية)